# Граф Саффолк
Граф Саффолк (англ. Earl of Suffolk) — дворянский титул, создававшийся несколько раз в системе пэрства Англии. Также существовали титулы «маркиз Саффолк» и «герцог Саффолк».
В настоящее время графы Саффолк носят также титулы графа Беркшира, виконта Андовера (используется в качестве титула учтивости наследником графа) и барона Говард из Чарльтона. Носителем титула является Александер Чарльз Майкл Уинстон Робсэм Говард, 22-й граф Саффолк и 15-й граф Беркшир.

## История

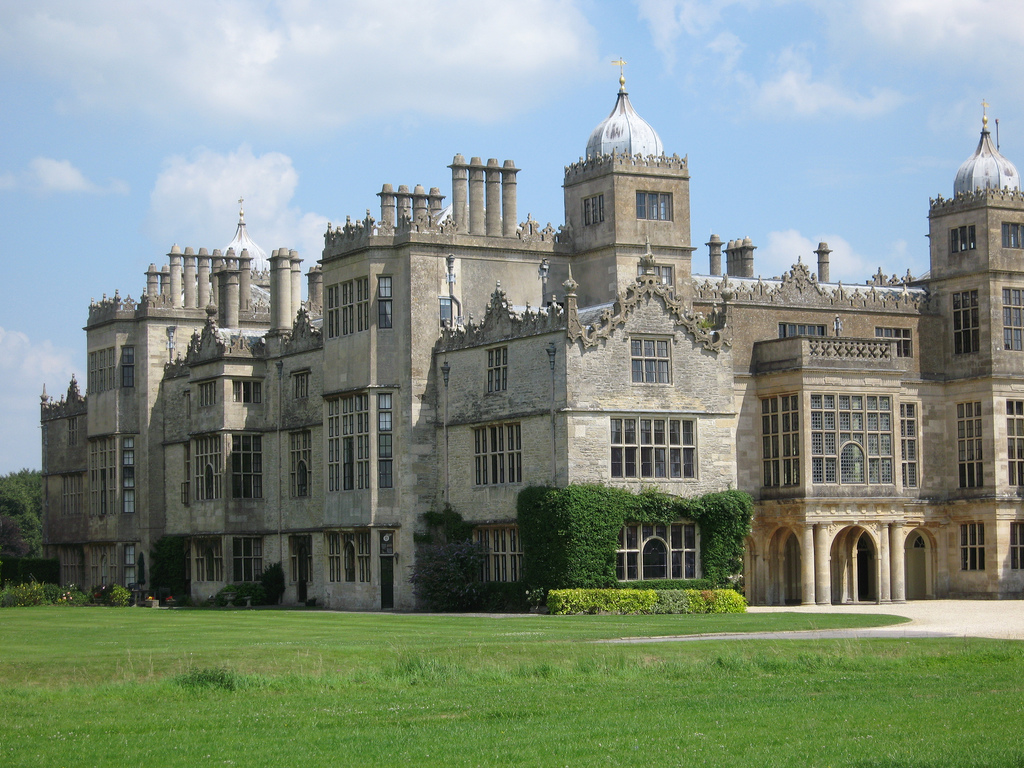
Чарльтон Парк (Уилтшир), графство Уилтшир, резиденция графов Саффолк и Беркшир

Первое создание титула относится ко времени после нормандского завоевания, когда в 1067 году Ральф I Конюший получил титул графа Восточной Англии, который в поздних источниках ретроспективно называется «граф Норфолк и Саффолк». Однако уже в 1075 году Ральф II де Гаэль, сын Ральфа I, за участие в мятеже трёх графов титула лишился.
В следующий раз титул был создан королём Эдуардом III 16 марта 1337 года для его военачальника Роберта де Уффорда, 2-го барона Уффорда. Однако уже в 1382 году титул угас после смерти Уильяма де Уффорда, 2-го графа Саффолка.
6 августа 1385 года титул был возрождён королём Ричардом II для одного из своих фаворитов — Майкла де ла Поля, 1-го барона де ла Поля. В 1388 году он после захвата власти лордами-апеллянтами был вынужден бежать из Англии, где вскоре умер. Но его сыну Майклу удалось вернуть владения отца, а в 1398 году — и титул графа Саффолка. Он погиб во время английского вторжения в Англию в 1415 году, вскоре погиб и его наследник, Майкл де ла Поль, 3-й граф Саффолк, оставивший только дочерей, поэтому титул графа Саффолка перешёл ко второму сыну, Уильяму де ла Полю, 4-му графу Саффолку. Он был важной фигурой при дворе короля Генриха VI, став во второй половине 1440-х годов фактическим правителем Англии, получив в 1444 году титул маркиза Саффолка, в 1447 году — графа Пембрука, а в 1448 — герцога Саффолка. Но после окончательного поражения в Столетней войне он был в 1450 году отстранён от власти и убит, а его титулы — конфискованы. Позже для его сыну Джону, женившемуся на сестре короля Эдуарда IV, был возвращён титул герцога Саффолка. Его сын, Эдмунд де ла Поль, 3-й герцог Саффолк, в 1493 году согласился на понижение титула на графский. Поскольку он имел права на английский трон, Эдмунд был замешан в восстаниях против короля Генриха VII. В итоге он в 1501 году бежал из Англии, а в 1504 году титул был конфискован. В 1506 году он был выдан Англии и казнён в 1513 году.
Новая креация титула состоялась 21 июля 1603 года, когда король Яков I присвоил Томасу Говарду, сыну казнённого в 1572 году Томаса Говарда, 4-го герцога Норфолка, титул графа Саффолка.
Первоначально им владели потомки Теофилиуса Говарда, 2-го графа Саффолка, старшего сына Томаса. После смерти в 1745 году Генри Говарда, 10-го графа Саффолка, эта ветвь рода угасла, а титул унаследовал Генри Боус Говард, 4-й граф Беркшир, правнук Томаса Говарда, 1-го графа Беркшира, младшего сына Томаса Говарда, 1-го графа Саффолка. После смерти в 1783 году Томаса Говарда, 14-го графа Саффолка и 7-го графа Беркшира титул унаследовал его родственник Джон Говард, правнук Филиппа Говарда, младшего сына Томаса Говарда, 1-го графа Беркшира. Его потомки владеют этим титулом и в настоящее время. Сейчас его носит Александер Чарльз Майкл Уинстон Робсэм Говард, 22-й граф Саффолк (родился 17 сентября 1974 года).

## Графы Саффолк

### Граф Норфолк и Саффолк
- 1067—1069/1070: Ральф I Конюший (около 1000/1010 — 1069/1070), граф Восточной Англии (граф Норфолк и Саффолк) с 1067 года[1][2].
- 1069/1070 — 1075: Ральф II де Гаэль (ок. 1030/1040 — 1096/1099), граф Восточной Англии в 1068/1070 — 1075 годах, сеньор Гаэля с 1068/1070 года, сын предыдущего[1][3].

### Граф Саффолк (креация 1337 года)
- 1337—1369: Роберт де Уффорд (9 августа 1298 — 4 ноября 1369), 2-й барон Уффорд с 1316 года, 1-й граф Саффолк с 1337 года[4][5].
- 1369—1482: Уильям де Уффорд (около 1339 — 15 февраля 1382), 3-й барон Уффорд с 1364 года, 2-й граф Саффолк с 1369 года, сын предыдущего[4][6].

### Граф Саффолк (креация 1385 года)
- 1385—1388: Майкл де ла Поль (около 1330 — 6 августа 1389), 1-й барон де ла Поль с 1366 года, 1-й граф Саффолк с 1385 года. В 1388 году владения и титулы были конфискованы[4][11].
- 1389—1415: Майкл де ла Поль (около 1367 — 18 сентября 1415), 2-й граф Саффолк с 1398 года, сын предыдущего[4][12].
- 1415: Майкл де ла Поль (1394 — 25 октября 1415), 3-й граф Саффолк с 1415 года, сын предыдущего[4][12].
- 1415—1450: Уильям де ла Поль (16 октября 1396 — 2 мая 1450), 4-й граф Саффолк с 1415 года, 1-й маркиз Саффолк с 1444 года, 1-й граф Пембрук с 1447 года, 1-й герцог Саффолк с 1448 года, брат предыдущего[4][7].
- 1460—1463: Джон де ла Поль (27 сентября 1442 — между 29 октября 1491 и 27 октября 1492), 2-й герцог Саффолк в 1450—1460, 1463—1491 годах, 5-й граф Саффолк в 1460—1463 годах, сын предыдущего[8].
- 1493—1504: Эдмунд де ла Поль (1471/1472 — 30 апреля 1513), 3-й герцог Саффолк 1492—1493 годах, 6-й граф Саффолк в 1493—1504 годах, сын предыдущего[8].

### Граф Саффолк (креация 1603 года)
- 1603—1626: Томас Говард (24 августа 1561 — 28 мая 1626), 1-й барон Говард де Уолден с 1597 года, 1-й граф Саффолк с 1603 года[10][13].
- 1626—1640: Теофилиус Говард (13 августа 1584 — 3 июня 1640), 2-й граф Саффолк и 2-й барон Говард де Уолден с 1626 года, сын предыдущего[14][15].
- 1640—1689: Джеймс Говард (10 февраля 1620 — 7 января 1689), 3-й граф Саффолк и 3-й барон Говард де Уолден с 1640 года, сын предыдущего[16][17].
- 1689—1691: Джордж Говард (1625 — 21 апреля 1691), 4-й граф Саффолк с 1689 года, брат предыдущего[18].
- 1691—1709: Генри Говард (8 июля 1627 — 10 декабря 1709), 5-й граф Саффолк с 1691 года, брат предыдущего[19].
- 1709—1718: Генри Говард (1670 — 19 сентября 1718), 6-й граф Саффолк с 1709 года, 1-й граф Биндон и 1-й барон Честерфорд с 1706 года, сын предыдущего[20].
- 1718—1722: Чарльз Уильям Говард (9 мая 1693 — 8 февраля 1722), 7-й граф Саффолк, 2-й граф Биндон и 2-й барон Честерфорд с 1718 года, сын предыдущего[21].
- 1722—1731: Эдвард Говард (1672 — 22 июня 1731), 8-й граф Саффолк с 1722 года, сын Генри Говарда, 5-го графа Саффолка[22].
- 1731—1733: Чарльз Говард (1675 — 28 сентября 1733), 9-й граф Саффолк с 1731 года, брат предыдущего[23].
- 1733—1745: Генри Говард (1 января 1707 — 22 апреля 1745), 10-й граф Саффолк с 1733 года, сын предыдущего[24].
- 1745—1757: Генри Боус Говард (4 ноября 1687 — 23 марта 1757), 4-й граф Беркшир, 4-й барон Говард из Чарльтона и 4-й виконт Андовер с 1706 года, 11-й граф Саффолк с 1745 года, правнук Томаса Говарда, 1-го графа Беркшира, младшего сына Томаса Говарда, 1-го графа Саффолка[25].
- 1757—1779: Генри Говард (1739 — 7 марта 1779), 12-й граф Саффолк, 5-й граф Беркшир, 5-й барон Говард из Чарльтона и 5-й виконт Андовер с 1757 года, внук Уильяма Говарда, виконта Андовера, старшего сына предыдущего[26][27].
- 1779: Генри Говард[англ.] (8 августа 1779 — 10 августа 1779), 13-й граф Саффолк, 6-й граф Беркшир, 6-й барон Говард из Чарльтона и 6-й виконт Андовер в 1779 году, сын предыдущего[28].
- 1779—1783: Томас Говард (11 июня 1721 — 11 февраля 1783), 14-й граф Саффолк, 7-й граф Беркшир, 7-й барон Говард из Чарльтона и 7-й виконт Андовер с 1779 года, сын Генри Говарда, 11-го графа Саффолка[29].
- 1783—1820: Джон Говард (7 марта 1739 — 23 января 1820), 15-й граф Саффолк, 8-й граф Беркшир, 8-й барон Говард из Чарльтона и 8-й виконт Андовер с 1783 года, правнук Филиппа Говарда[англ.], младшего сына Томаса Говарда, 1-го графа Беркшира[30].
- 1820—1851: Томас Говард (18 августа 1776 — 4 декабря 1851), 16-й граф Саффолк, 9-й граф Беркшир, 9-й барон Говард из Чарльтона и 9-й виконт Андовер с 1820 года, сын предыдущего[31].
- 1851—1876: Чарльз Джон Говард (7 ноября 1804 — 14 августа 1876), 17-й граф Саффолк, 10-й граф Беркшир, 10-й барон Говард из Чарльтона и 10-й виконт Андовер с 1851 года, сын предыдущего[32].
- 1876—1898: Генри Чарльз Говард (10 сентября 1833 — 31 марта 1898), 18-й граф Саффолк, 11-й граф Беркшир, 11-й барон Говард из Чарльтона и 11-й виконт Андовер с 1876 года, сын предыдущего[33].
- 1898—1917: Генри Молинью Паджет Говард (13 сентября 1877 — 21 апреля 1917), 19-й граф Саффолк, 12-й граф Беркшир, 12-й барон Говард из Чарльтона и 12-й виконт Андовер с 1898 года, сын предыдущего[34].
- 1917—1941: Чарльз Генри Джордж Говард (2 марта 1906 — 12 мая 1941), 20-й граф Саффолк, 13-й граф Беркшир, 13-й барон Говард из Чарльтона и 13-й виконт Андовер с 1917 года, сын предыдущего[35].
- 1941—2022: Майкл Джон Джеймс Джордж Роберт Говард (27 марта 1935 — 5 августа 2022), 21-й граф Саффолк, 14-й граф Беркшир, 14-й барон Говард из Чарльтона и 14-й виконт Андовер с 1941 года, сын предыдущего[36].
- с 2022: Александер Чарльз Майкл Уинстон Робсэм Говард (род. 17 сентября 1974), 22-й граф Саффолк, 15-й граф Беркшир, 15-й барон Говард из Чарльтона и 15-й виконт Андовер с 2022 года, сын предыдущего[37].
  - Наследник: Артур Чарльз Александер Говард, виконт Андовер (род. 17 июля 2014), сын предыдущего[38].